# Martiale Espaze
Pour l’article homonyme, voir Espaze.
Martiale Espaze est une femme française qui a été jugée pour sorcellerie en 1491 à Boucoiran, aujourd'hui commune du Gard.

## Biographie
En 1491, Martiale vit avec son époux Jean Dumas, bastier, dans une masure au pied du château, de Boucoiran. Sa mère est également une sorcière.
Avant de rencontrer Jean Dumas, son mari, Martiale était une fille-mère et donc dans la logique de l'époque, en état de péché mortel. Elle mène une vie jugée scandaleuse et a mauvaise réputation.
Elle est accusée de plusieurs vols, notamment des petits pois dans le jardin de la femme d'un certain Pierre Auriol et aussi d'avoir subtilisé un pichet de vin dans la cave d'un dénommé Jacques Bilhot.
Elle est dénoncée comme sorcière par des femmes condamnées à mort pour sorcellerie. Le  seigneur Raimond de Brignon, viguier de la baronnie de  Boucoiran, ordonne une enquête au printemps 1491. Martiale Espaze s’enfuit avec son mari à Gabriac, mais elle est arrêtée et emprisonnée dans l’une des tours du château de la commune, en attendant l’instruction de son procès.

## Procès
Les minutes du procès ont été transcrites par maître Bernard Odillon, notaire à Vézénobres. 
Le texte en latin n’est pas complet, il est intitulé Procès contre Martiale Espaze, femme de Jean Dumas, bastier, habitant de Boucoiran au diocèse d’Uzès, lourdement suspectée et accusée du délit ci-dessous écrit de sortilèges.
Martiale est soumise à la question et avoue des méfaits. Elle dit avoir provoqué la mort des cochons de Pierre Nouvel et de Jacques Maurin au Mas de l’Église.
Elle avoue avoir connu le Diable nommé Robin lors de sabbat, et avoir empoisonné deux petits garçons et une petite fille en versant sur les lèvres des enfants un peu de la poudre noire que lui a donné le démon puis dit leur avoir comprimé la poitrine et la cervelle entre ses mains. Elle dit avoir rendu boiteuse une gamine du village en enfonçant une grosse aiguille dans une mandragore. Interrogée sur ses rapports avec le diable, Martiale raconte avoir forniqué avec lui, au retour du sabbat, sur le bord du chemin, le dit Robin s’est accouplé avec elle. Quand il la connaissait, il faisait mettre Martiale à quatre pattes, lui tenant la tête contre la terre. Et dans cette position, ils s’accouplaient comme les bêtes.
« Ipsamque Marcialam,in habendo cohitum, stare faciebat, videlicet de quatre pantas, tenendo faciem erga terram, et sub illa forma, habetant cohitum, ad modum brutorum »[réf. souhaitée]
À la question de quelle forme était son membre, elle déclare « il  était long, difforme, pointu et froid, ainsi que sa semence ».
« …longum, pravum est,acutum, frigidum et materia  proveniens erat frigada »[réf. souhaitée].
Le manque de sources ne permet pas de connaître le sort qui lui a été réservé,.